# Dendev Terbishdagva
Dendev Terbishdagva (mongol : Дэндэвийн Тэрбишдагва, translittération MNS : Dendeviin Terbishdagva), est un homme politique mongol, Premier ministre intérimaire du 6 novembre 2014 au 20 novembre 2014.

## Biographie
Dendev Terbishdagva est diplômé en génie mécanique de l'Université Humboldt de Berlin (1982). Ambassadeur de la Mongolie en Allemagne de l'Ouest de 2002 à 2004, Dendev Terbishdagva est nommé ministre de l'agriculture en 2004,.
En 2011, Dendev Terbishdagva travaille sur le dossier du lancement de la mine de charbon de Tavan Tolgoi qui prévoit la participation de la Chine, de la Russie, du Japon et de la Corée du Sud.
En 2012, Dendev Terbishdagva est nommé vice-premier ministre du nouveau gouvernement de Norovyn Altankhuyag.
En novembre 2014, le Premier ministre Norovyn Altankhuyag est contraint à la démission,. Dendev Terbishdagva assure l'intérim du 6 au 20 novembre 2014 jusqu'à la nomination de Chimed Saikhanbileg,.

## Autres fonctions
- Président de la commission intergouvernementale sino-mongole[9]